# وائل حمدي
وائل حمدي ولد في دمياط سنة 1976.
سافر إلى الإمارات مع والديه وهو في سن الرابعة من عمره، وعاد إلى مصر وهو في الثانوية العامة ثم التحق بكلية الهندسة بالإسكندرية سنة 1992، وذهب إلى كلية هندسة بورسعيد سنة 1993 ، وتركها وذهب إلى كلية اداب المنصورة وتخرج منها سنة 1998.
عمل في الكلية معيد ثلاث سنوات ثم قدم استقالته وتفرغ للكتابة.

## أعماله التليفزيونية
1. شارك في كتابة عالم سمسم سنة 1999.
2. المسلسل الكارتون اولى حضانة
3. مسلسل الكارتون عائلة الاستاذ امين
4. ومينى كوميدى احمد اتجوز منى
5. ست كوم تامر وشوقية[2] والعيادة
6. الباب في الباب[3] و بيت العيلةولسة بدرى كان رئيس الكتابة
7. مسلسل موجة حارة حيث شارك في حواره
8. مسلسل رأس الغول سنة 2016

## الأعمال الصحفية
- عمِل في جريدة الدستور القديم سنة 1997 كان يكتب تحقيقات صحفية في قسم الفن
- عمِل أيضا في مجلة صباح الخير
- شارك في عمل مجلة سينما اون لاين كان يعمل فيها سكرتير التحرير
- شارك في عمل مجلة جود نيوز حيث كان مدير التحرير فيها
- عاد مرة أخرى إلى جريدة الدستور الجديد واقام بعمل مقالة باسم (وجع دماغ) ثم تركها وشارك في جريدة التحرير أيضا باسم (وجع دماغ) حتي يوليو 2012

## أعماله السينمائية
هو صاحب القصة والسيناريو والحوار في فيلم ميكانو
الذي حصل على جائزة ART في أفضل قصة

## الأعمال القادمة
يستعد في تحضير سيناريو فيلم هيبتا المأخوذ عن الرواية الشهيرة هيبتا لمحمد صادق.

## روابط خارجية
- وائل حمدي على موقع IMDb (الإنجليزية)
- وائل حمدي على موقع الدهليز
- وائل حمدي على موقع قاعدة بيانات الأفلام العربية
- وائل حمدي على موقع قاعدة بيانات الفيلم (الإنجليزية)